# Wolayta Sodo

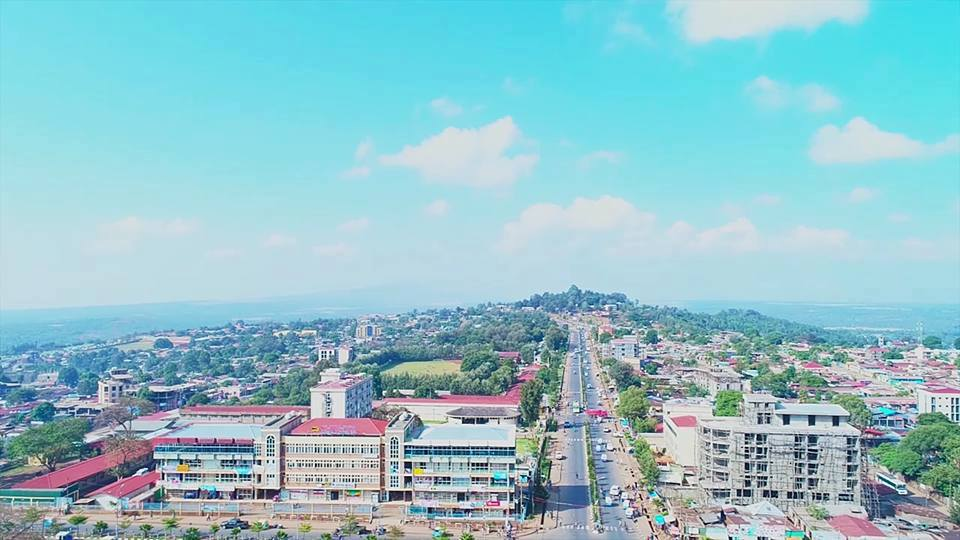
Trung tâm thành phố Wolayta Sodo

Wolayta Sodo hay đơn giản là Sodo là một thành phố ở miền nam Ethiopia. Thành phố này là trung tâm chính trị và hành chính của Vùng Wolayta và Nhà nước khu vực Nam Ethiopia. Xã này có vĩ độ và kinh độ 6°54′B 37°45′Đ và độ cao từ 1.600 đến 2.100 m (5.200 đến 6.900 ft) trên mực nước biển.

## Lịch sử
Vào đầu những năm 1930, Sodo được mô tả là khu vực duy nhất ở vùng Bolaita có thể được gọi là một ngôi làng. Có một khu chợ vào thứ bảy, một đường dây điện thoại đến thủ đô và một bưu điện mỗi tuần.
Năm 1958, Sodo là một trong 27 vùng ở Ethiopia được phân loại là đô thị hạng nhất. Một chi nhánh của Ngân hàng Thương mại Ethiopia được thành lập từ năm 1965 đến năm 1968. 

## Dân số

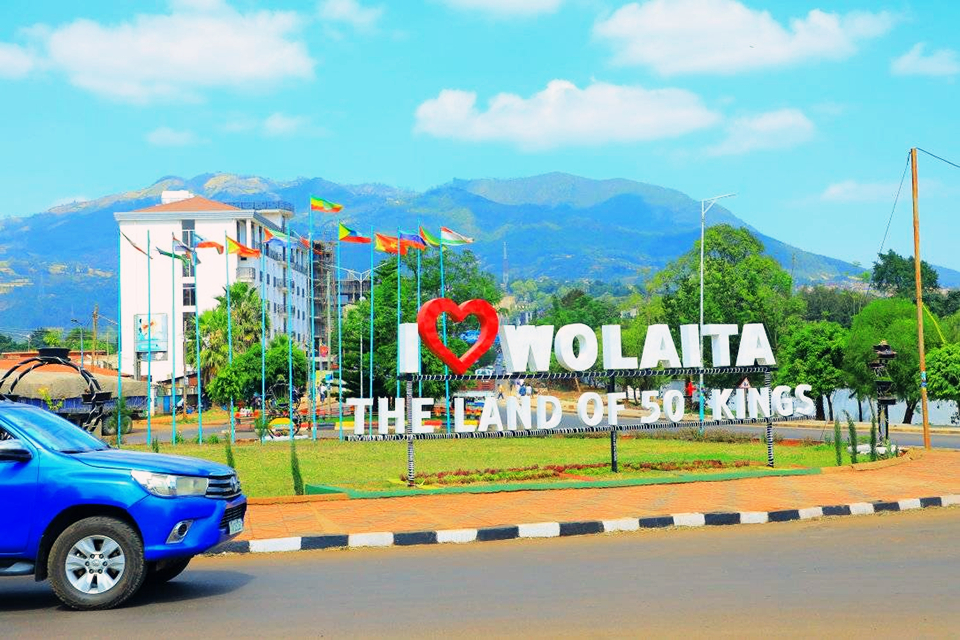
Vòng xoay Tona

Theo ước tính dân số năm 20023 do Cục Thống kê Ethiopia công bố, tổng dân số của thành phố là 213.467, trong đó 108.161 là nam giới và 105.306 là phụ nữ.